# Saint Helena, Ascension và Tristan da Cunha
Saint Helena, Ascension và Tristan da Cunha là một lãnh thổ hải ngoại thuộc Anh bao gồm các hòn đảo Saint Helena, Đảo Ascension và nhóm đảo nhỏ Tristan da Cunha. Khu vực này trước đây được gọi là Saint Helena và những lãnh thổ phụ thuộc cho đến ngày 1 tháng 9 năm 2009, khi một hiến pháp mới cho phép 3 đảo có quyền tương đương nhau.

## Hành chính
Về mặt hành chính cũng như địa lý, lãnh thổ chia thành 3 đảo, mỗi đảo được quản lý bới một hội đồng. Thống đốc của lãnh thổ là chủ tịch của Hội đồng Lập pháp Saint Helena.
| Đảo              | Diện tích km² | Diện tích sq mi | Dân số | Trung tâm hành chính        | ISO code alpha-2 | ISO code alpha-3 |
| ---------------- | ------------- | --------------- | ------ | --------------------------- | ---------------- | ---------------- |
| Saint Helena     | 122           | 47              | 4.255  | Jamestown                   | SH               | SHN              |
| Đảo Ascension    | 91            | 35              | 1.122  | Georgetown                  | AC               | ASC              |
| Tristan da Cunha | 207           | 80              | 284    | Edinburgh of the Seven Seas | TA               | TAA              |
| Total            | 420           | 162             | 5,661  | Jamestown                   | SH               | SHN              |

Hòn đảo St Helena tiếp túc được chia thành 8 quận.

## Bản đồ

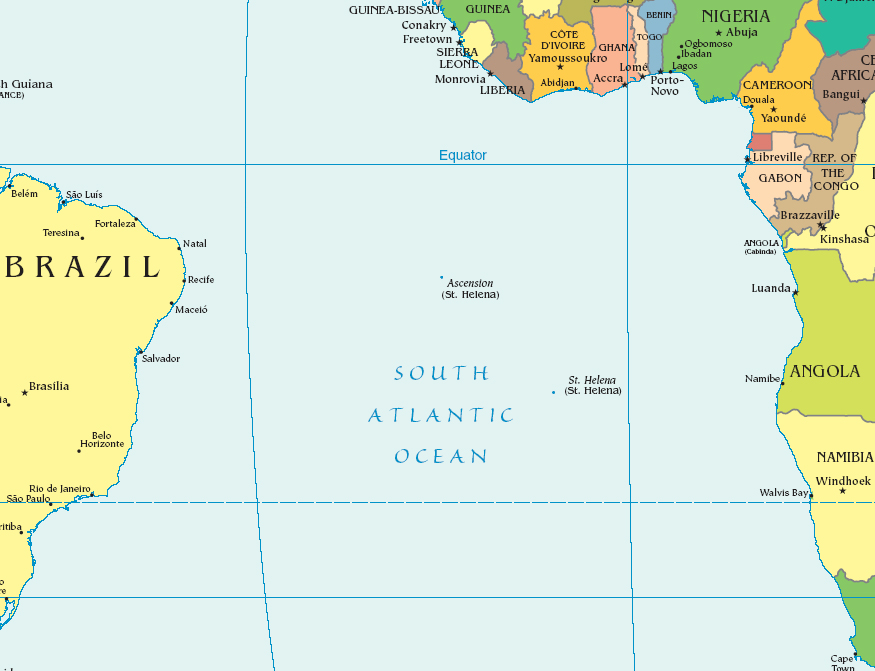
Vị trí của Saint Helena và đảo Ascension
Bản đồ đảo St Helena
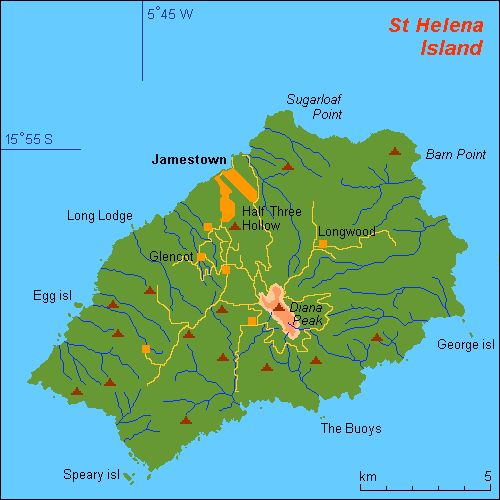
Các bản đồ khác của St Helena
Bản đồ đảo Ascension
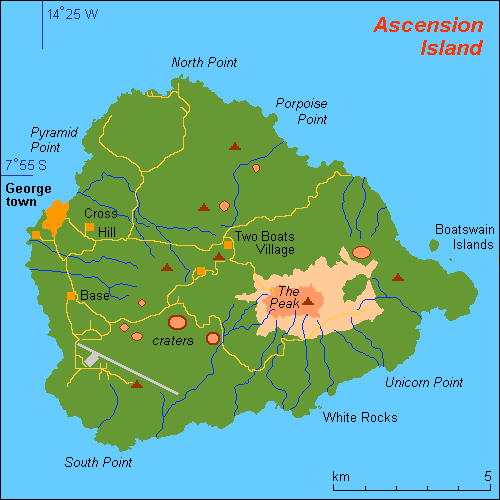
Bản đồ khác của đảo Ascension
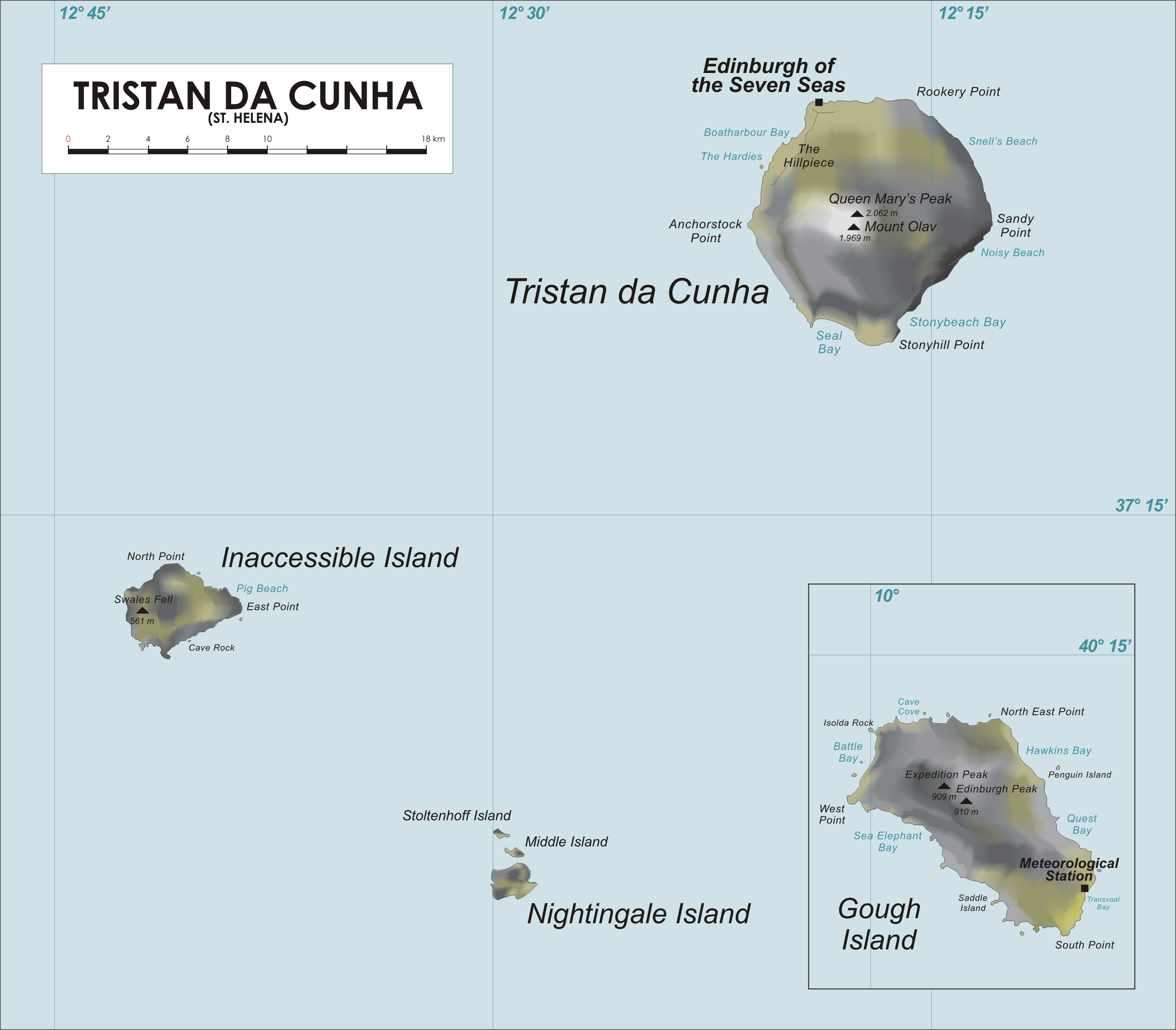
Bản đồ nhóm đảo Tristan da Cunha